# Roots (альбом Sepultura)
Roots (укр. Коріння) — шостий студійний альбом бразильського треш-метал-гурту Sepultura, що вийшов 20 лютого 1996 року на лейблі Roadrunner Records.
Концепція альбому належить фронтмену Sepultura Максу Кавалері, який хотів створити запис за участі корінних народів Бразилії. Тексти пісень містять відсилання до історії та культури країни, а музика поєднує важкий та уповільнений хеві-метал із гітарами низького строю та національними ударними інструментами. Альбом створено під керівництвом продюсера Росса Робінсона за участі бразильського перкусіоніста Карліньйоса Брауна та музикантів гуртів Korn, Limp Bizkit та Faith No More. Композиція «Itsári» записана в бразильських джунглях разом з індіанцями племені шаванте.
Roots став найбільш комерційно успішним альбомом Sepultura, посівши 27-ме місце в чарті США та 4-те місце в британському хіт-параді. На його підтримку вийшло три сингли — «Roots Bloody Roots», «Ratamahatta» та «Attitude» — на кожен із яких також було знято відеокліп. Окрім того, платівка стала останнім записом «класичного складу» Sepultura: після завершення турне наприкінці 1996 року Макс Кавалера залишив гурт.
Roots вважається одним із найкращих хеві-метал-альбомів 1990-х років. По всьому світові було продано понад 2 млн його примірників, завдяки чому він став «золотим» у США та семи інших країнах. Roots суттєво вплинув на розвиток жанру ню-метал і став однією з перших вдалих спроб поєднання важкої музики з етнічним звучанням, зробивши бразильський колектив всесвітньо відомим.

## Передумови

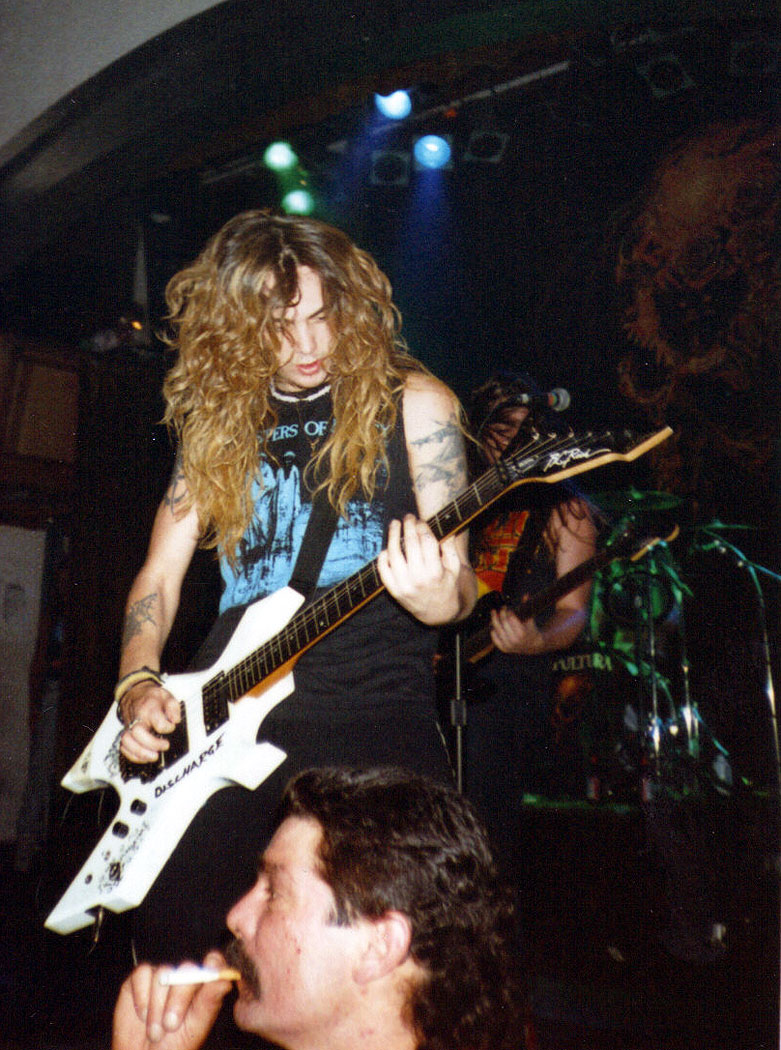
Макс Кавалера на концерті Sepultura на підтримку альбому Beneath the Remains. 1989 рік

Sepultura була одним з перших відомих метал-гуртів, що не походив з США чи Європи. Колектив утворено 1984 року в бразильському місті Белу-Орізонті. До його першого складу увійшли гітарист Макс Кавалера, його брат барабанщик Ігор Кавалера, бас-гітарист Пауло Пінту-молодший, соло-гітарист Джаїру Гедеш і вокаліст Вагнер Ламун'єр. Останній невдовзі пішов з гурту, а його місце натомість зайняв Макс Кавалера. Четвірка грала важку музику, що поєднувала хардкор-панк із треш-металом, який тільки-но набирав обертів в усьому світі.
Перші релізи Sepultura — мініальбом Bestial Devastation (1985) та лонгплей Morbid Visions (1986) — вийшли на бразильському лейблі Cogumelo Records. 1987 року в оновленому складі із соло-гітаристом Андреасом Кіссером вони записали другий альбом Schizophrenia. Платівка привернула увагу американського лейблу Roadrunner Records, який підписав із Sepultura контракт на розповсюдження альбомів за межами Бразилії. Рання творчість гурту вплинула на становлення світової блек-метал-сцени, а лідер норвезького колективу Mayhem Ейстейн Ошет («Євронімус») навіть став із Максом Кавалерою друзями за листуванням. Наступні релізи гурту Beneath the Remains (1989) та Arise (1991) закріпили популярність Sepultura та зробили їх одним із небагатьох музичних колективів у жанрах треш-метал і дез-метал, чиї альбоми мали високі показники продажів.
На початку дев'яностих швидкий метал втратив провідні позиції на рок-сцені, поступившись гранджу й альтернативному року. Подібно до Metallica, які 1991 року видали повільніший «Чорний альбом», Sepultura відмовилися від швидкісного та віртуозного виконання, зосередившись на важких середньотемпових композиціях з акцентом на ритмічності звучання, заклавши в такий спосіб основи жанру грув-метал. Їхній п'ятий альбом Chaos A.D. (1993) був записаний в Уельсі під керівництвом продюсера Енді Воллеса. Платівка мала експериментальніший характер і містила композиції, створені спільно з Джелло Біафра з Dead Kennedys і Еваном Сайнфелдом з Biohazard, кавер-версію пісні «The Hunt» британського рок-гурту New Model Army й інструментальну композицію «Kaiowas», записану за допомогою етнічних перкусійних інструментів. Новий стиль Sepultura був доступнішим для широкого загалу, а їхні альбоми посідали все вищі місця в хіт-парадах (Arise був на 119 місці, а Chaos A.D. — вже на 32-му) та отримували висвітлення в таких передових музичних виданнях, як розважальний журнал Entertainment Weekly та щоденна газета Los Angeles Times.

## Історія створення альбому

### Виникнення концепції
Ідея створення концептуального альбому за участі корінних народів Бразилії з'явилася у Макса Кавалери після перегляду художнього фільму «Ігри в полях Господніх» (англ. At Play In The Fields Of The Lord), знятого 1991 року бразильським режисером Гектором Бабенком за однойменним романом Пітера Маттіссена. За сюжетом два американці вирушають до бразильських джунглів, щоб вмовити індіанців племені ніаруна переселитися в інше місце, звільнивши територію для золотодобувачів. Спочатку головні герої погоджуються налякати представників племені, скинувши на них авіабомби, але потім один з них під впливом наркотиків самотужки підіймає літак в повітря та стрибає в селище з парашутом. Макс Кавалера хотів повторити шлях героя фільму, так само «стрибнувши» в невідомий світ бразильських племен. «Бразилія — країна, що справді багата на мистецтво, і я подумав, що запис з індіанцями — це найкращий спосіб показати справжнє коріння Бразилії, тому що до самби, до чорних, там були індіанці — корінні люди Бразилії» — описував концепцію платівки музикант. Він поділився думками із дружиною Глорією, яка була менеджеркою Sepultura, і та підтримала «божевільну» ідею чоловіка.
До цього бразильські мотиви зустрічалися у творчості Sepultura нечасто. На перших записах гурт намагався бути схожим на європейські та американські треш- і дез-метал гурти, такі як Slayer, Kreator або Venom. Після переїзду до США на початку дев'яностих музиканти стали краще усвідомлювати своє бразильське походження, що знайшло відбиття в альбомі Chaos A.D. 1993 року. Інструментальну композицію «Kaiowas» назвали на честь народу кайова, частини гуарані, відомого через масові самогубства у відповідь на спроби переселити їх із рідних місць у штаті Мату-Гросу-ду-Сул, а в текстах пісень «Manifest» та «Biotech is Godzilla» вбачали алюзію на бразильську сучасність. У пісні «Refuse/Resist» звучала характерна латиноамериканська перкусія; у решті композицій більший акцент у барабанних партіях було зроблено на том-томах. Нарешті, бонус-треком платівки стала кавер-версія пісні бразильського гурту Titãs «Policia», що виконувалася португальською мовою. На новому альбомі бразильських елементів мало стати набагато більше: Кавалера хотів висвітлити не лише проблеми рідної країни, але і її багату культурну спадщину.
Спочатку Кавалера запропонував записати альбом із представниками етнічної групи каяпо, але від цієї ідеї відмовилися через агресивність аборигенів. Представниця бразильського бюро у справах індіанців Анжела Паппіані розповіла музикантам про сотні корінних народів Бразилії, кожен з яких мав власну мову та культуру, та порекомендувала відвідати народ шаванте, відкритіший до візитів «білих людей», ніж інші племена. Починаючи з кінця 1940-х років їхнє життя регулярно висвітлювалося журналістами та стало символом «мирних взаємин» бразильського суспільства з корінним населенням. До того ж 1994 року на лейблі Warner Music вийшов альбом етнічних пісень шаванте Etenhiritipá — Cantos da tradição Xavante. Анжела Паппіані особисто знала вождя племені Сіпасе та сподівалася, що індіанці будуть відкритими до співпраці із Sepultura.
Макс і Глорія Кавалера розуміли, що самотужки не зможуть знайти гроші на поїздку, жартуючи, що вони «не настільки багаті, як Майкл Джексон», тому звернулися до керівництва Roadrunner Records, щоб отримати необхідний бюджет. Представники лейблу мали сумніви щодо проєкту, бо було незрозуміло, як типові «металісти» сприйматимуть безпрецедентне поєднання жанрів. Так, керівник Roadrunner Кес Весселс спочатку скептично поставився до ідеї «записати якийсь регі-альбом із купою напівоголених індіанців», але врешті-решт дав згоду на виробництво.

### Продюсування та студійна робота
За рекомендацією Монте Коннера для продюсування альбому гурт звернувся до Росса Робінсона, відомого співпрацею з тогочасними метал-гуртами Deftones і Korn. Кавалера був вражений попередніми роботами Робінсона, як-от демозаписом Fear Factory з піснею «Big God», альбомом Deftones Adrenaline, що йому порекомендував пасинок Дейна Веллс, та дебютним альбомом Korn. Продюсер мав репутацію ексцентричної людини, яка могла поводитися в студії дивно, «жбурляючи речі та створюючи хаос»; з іншого боку, його вважали своєрідним «черлідером», який в студії намагався бути якомога ближчим до музикантів. Під час зустрічі з Робінсоном з'ясувалося, що прихильність Sepultura до музики його колишніх підопічних була взаємною: і Deftones, і Korn під час запису своїх дебютних альбомів надихалися попереднім альбомом гурту Chaos A.D.. Музиканти зіграли для Робінсона фрагменти нових пісень, і той із радістю погодився продюсувати їхній альбом.

У жовтні 1995 року гурт вирушив до студії Робінсона Indigo Ranch у Малібу, Каліфорнія. До цього тут було записано дебютний альбом Korn, а після — платівки Manhole, Cold, Human Waste Project, Soulfly, Amen, Slipknot і Machine Head, через що студію пізніше називали «місцем народження ню-металу». В Indigo Ranch було багато вінтажних гітарних підсилювачів і педалей ефектів, тому альбом було записано за допомогою саме цього аналогового обладнання, а не цифрових гітарних процесорів. Гітари, барабани та вокал записувалися в приміщенні в обставинах, наближених до джем-сесій, а численні партії перкусії — у долині неподалік від студії. Як згадував Макс Кавалера, Робінсон намагався відтворити на студійному альбомі атмосферу концертного виступу: «Він був готовий записати все, будь-яку помилку чи спонтанну річ. Запис завжди був увімкнений, тому вдалося зберегти багато цікавих речей, і все це звучало справді живо. Ідеальний приклад — „Spit“. Вона така сира та жива. Слухаючи її в навушниках, ви ніби перебуваєте в студії разом із гуртом».

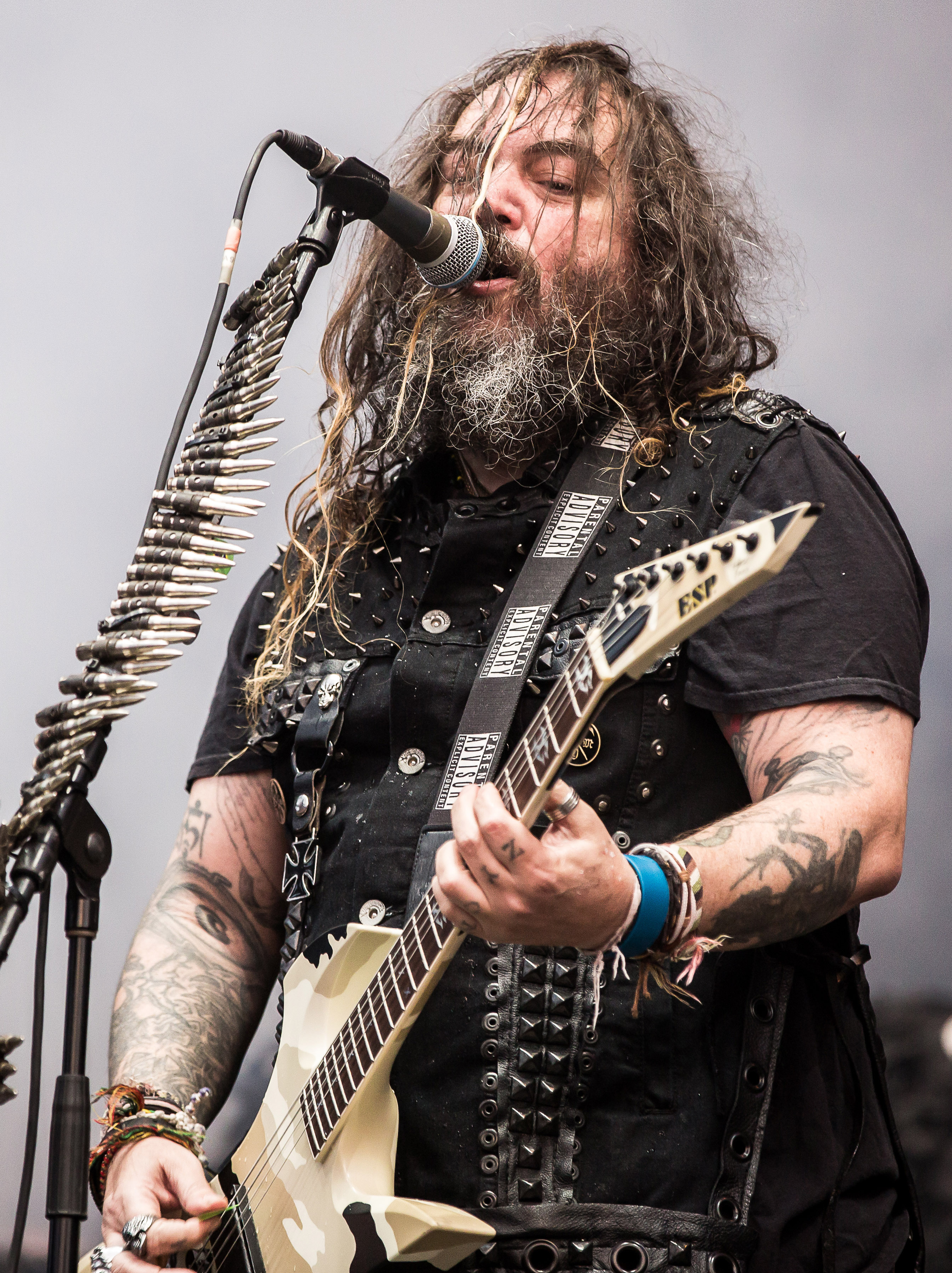
Макс Кавалера
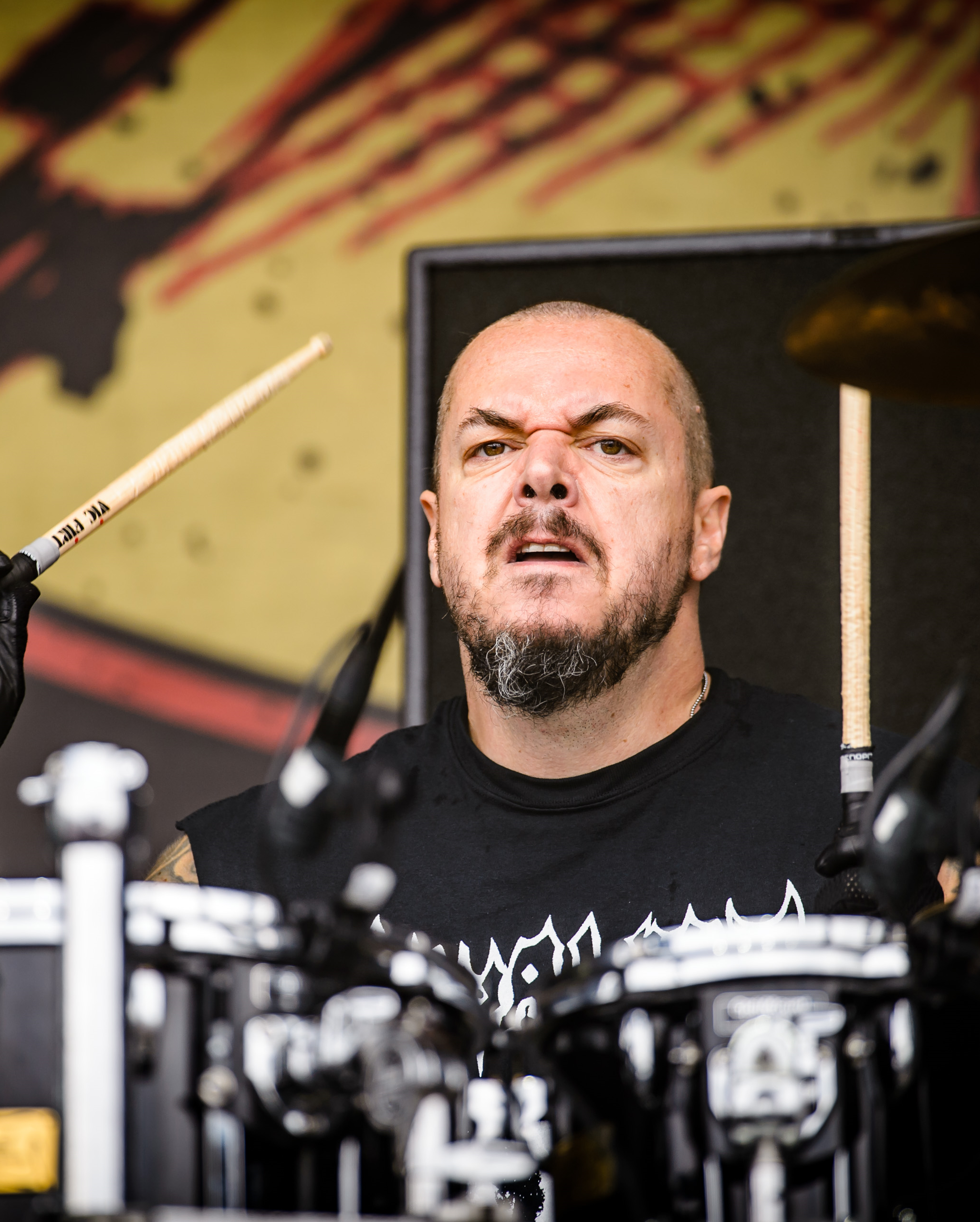
Ігор Кавалера
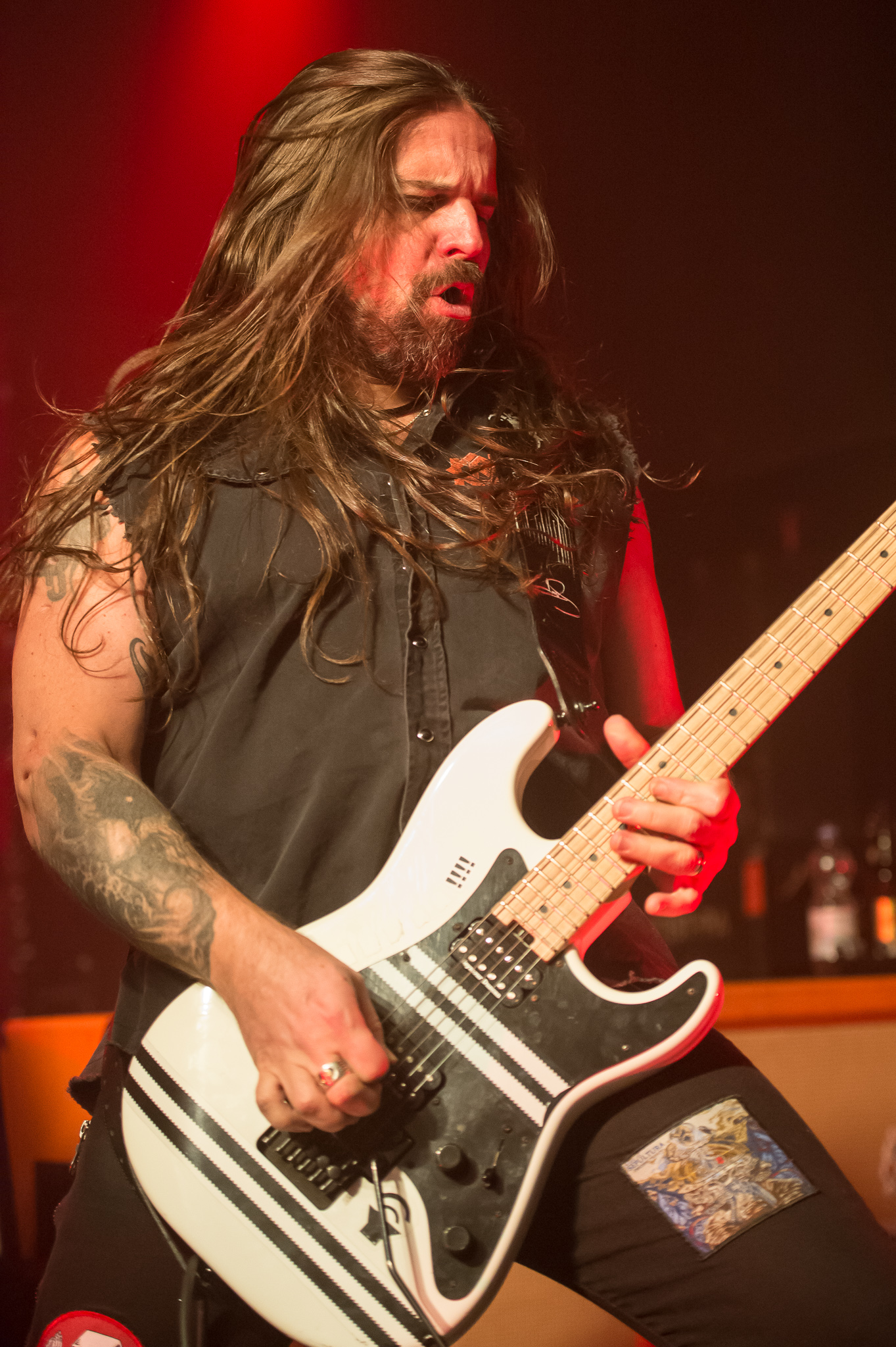
Андреас Кіссер
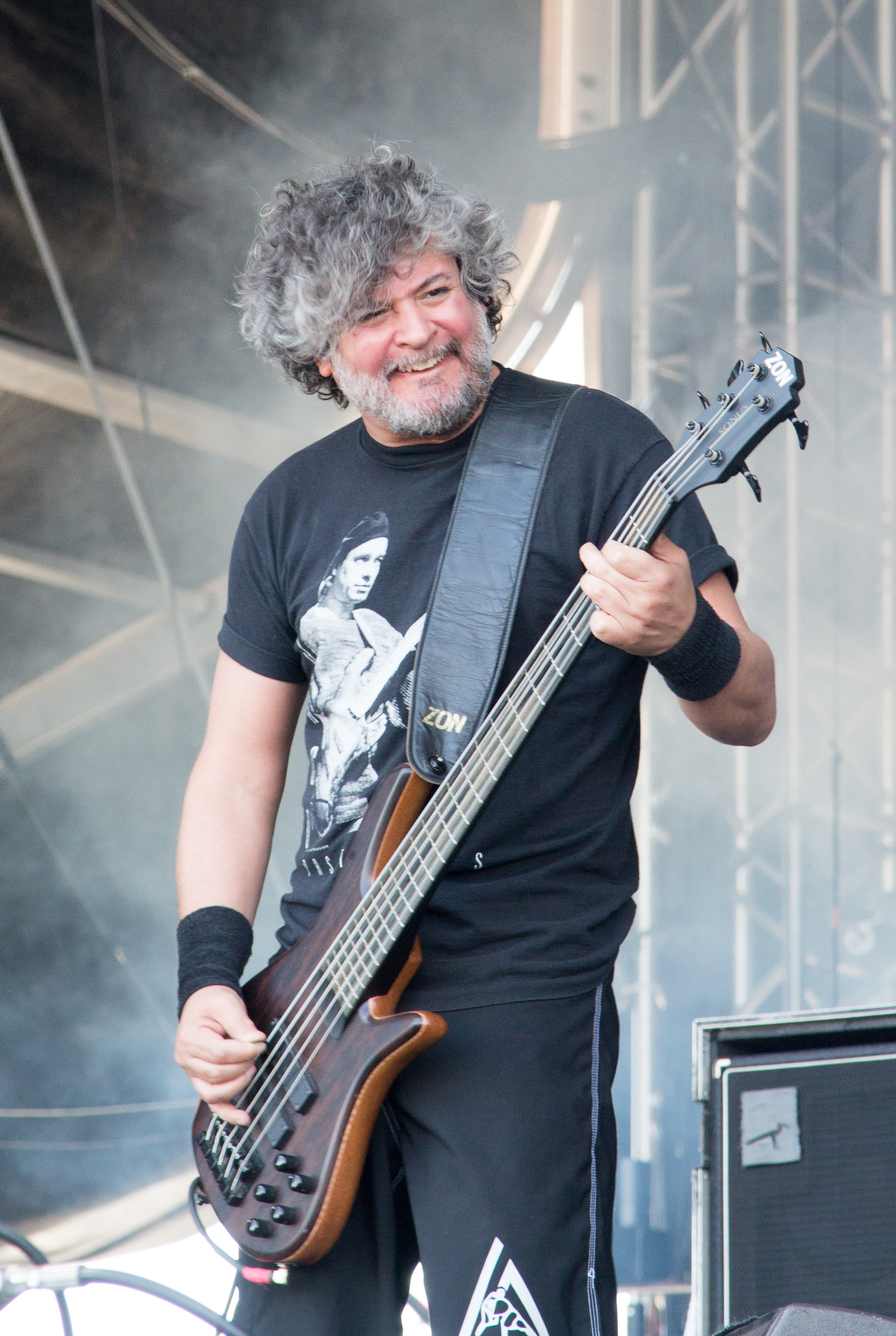
Пауло-молодший

### Запрошені музиканти
Важливою частиною бразильської культури були ударні музичні інструменти, тому для запису альбому музиканти хотіли запросити бразильського джазового перкусіоніста Нану Васконселоса, відомого співпрацею із Доном Черрі, Браяном Іно та Патом Метені. Виявилося, що Васконселос був недоступним на той момент, тому один із режисерів MTV натомість запропонував кандидатуру Карліньйоса Брауна, місцевого музиканта зі штату Баїя, який виступав як сольно, так і з іншими бразильськими артистами. Браун і Sepultura познайомилися на церемонії вручення нагороди MTV Awards і швидко знайшли спільну мову. Виявилося, що перкусіоніст мав африканське коріння, що якнайкраще відповідало концепції альбому: у Бразилії мешкає велика темношкіра діаспора, чию культуру музиканти Sepultura також прагнули відтворити на альбомі. Врешті-решт Браун зіграв у декількох піснях з Roots на різноманітних ударних інструментах, які привіз із собою до Лос-Анджелеса, та навіть заспівав у пісні «Ratamahatta».
Окрім Брауна, у записі взяли участь декілька учасників тогочасних популярних метал-гуртів. Sepultura запросили вокаліста Faith No More Майка Паттона, знайомого їм за спільними виступами на фестивалі Rock in Rio, а продюсер Росс Робінсон — Джонатана Девіса, якого він знав завдяки роботі над дебютним альбомом Korn. Девіс і Паттон взяли участь у записі пісні «Lookaway», придуманої просто в студії за допомогою іншого гостя — DJ Lethal із Limp Bizkit. Також на пісні «Ratamahatta» додаткову перкусійну партію виконав барабанщик Korn Девід Сільверія.

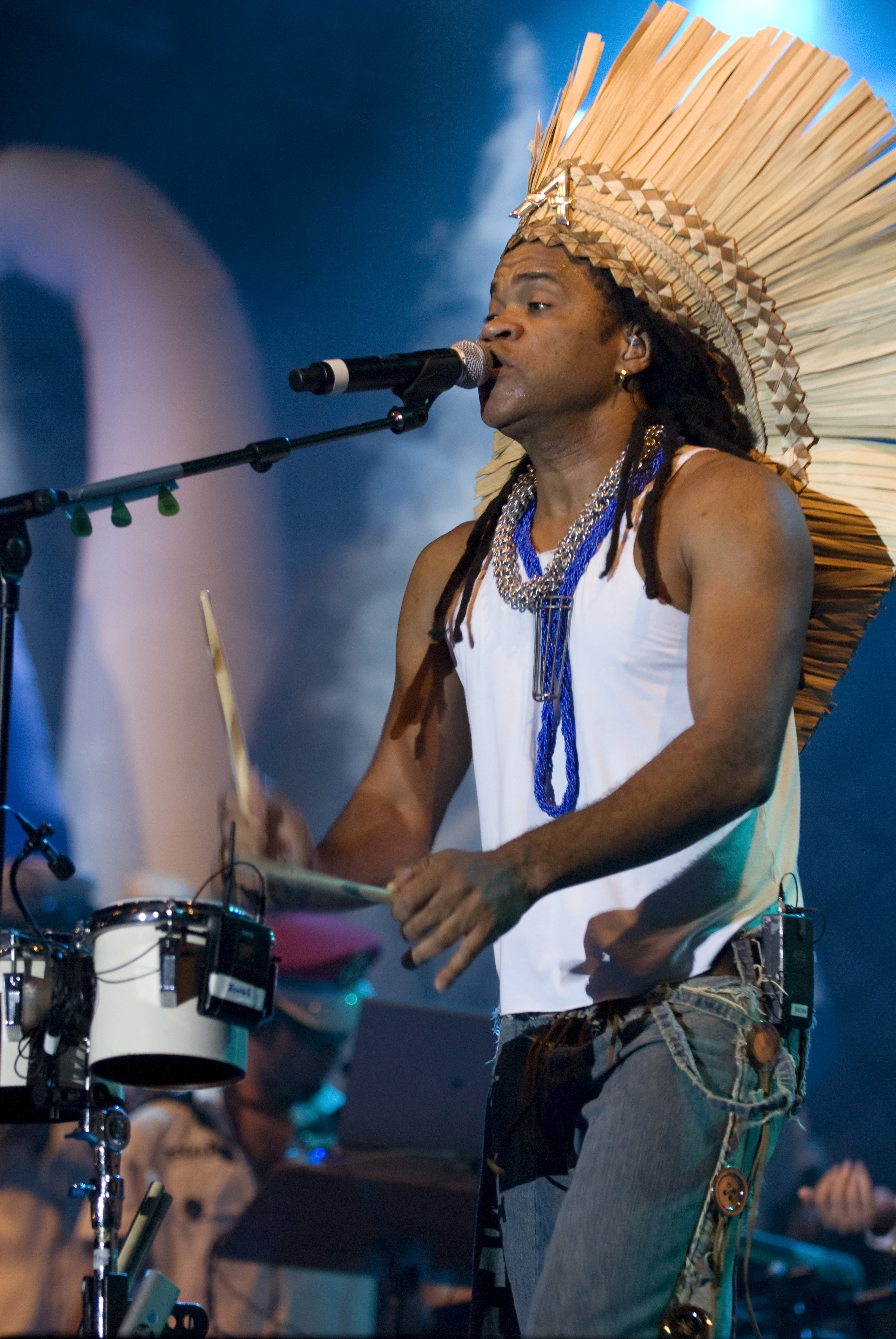
Карліньйос Браун
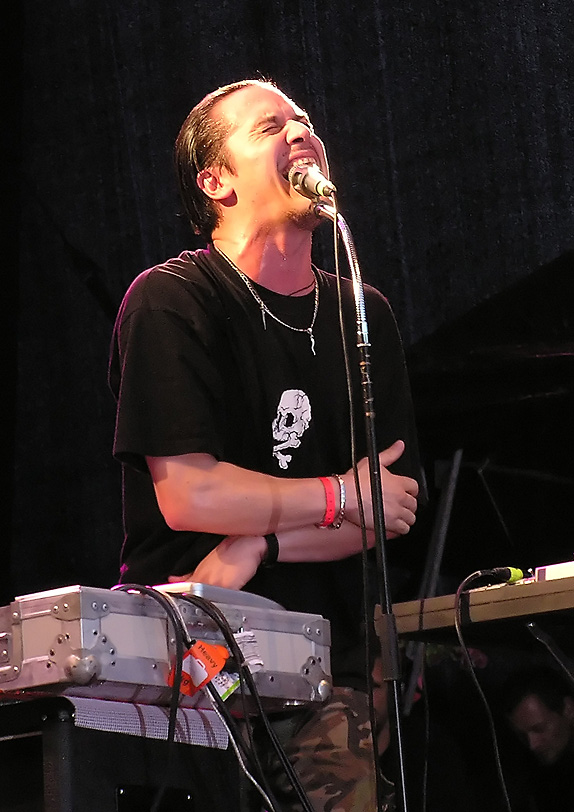
Майк Паттон
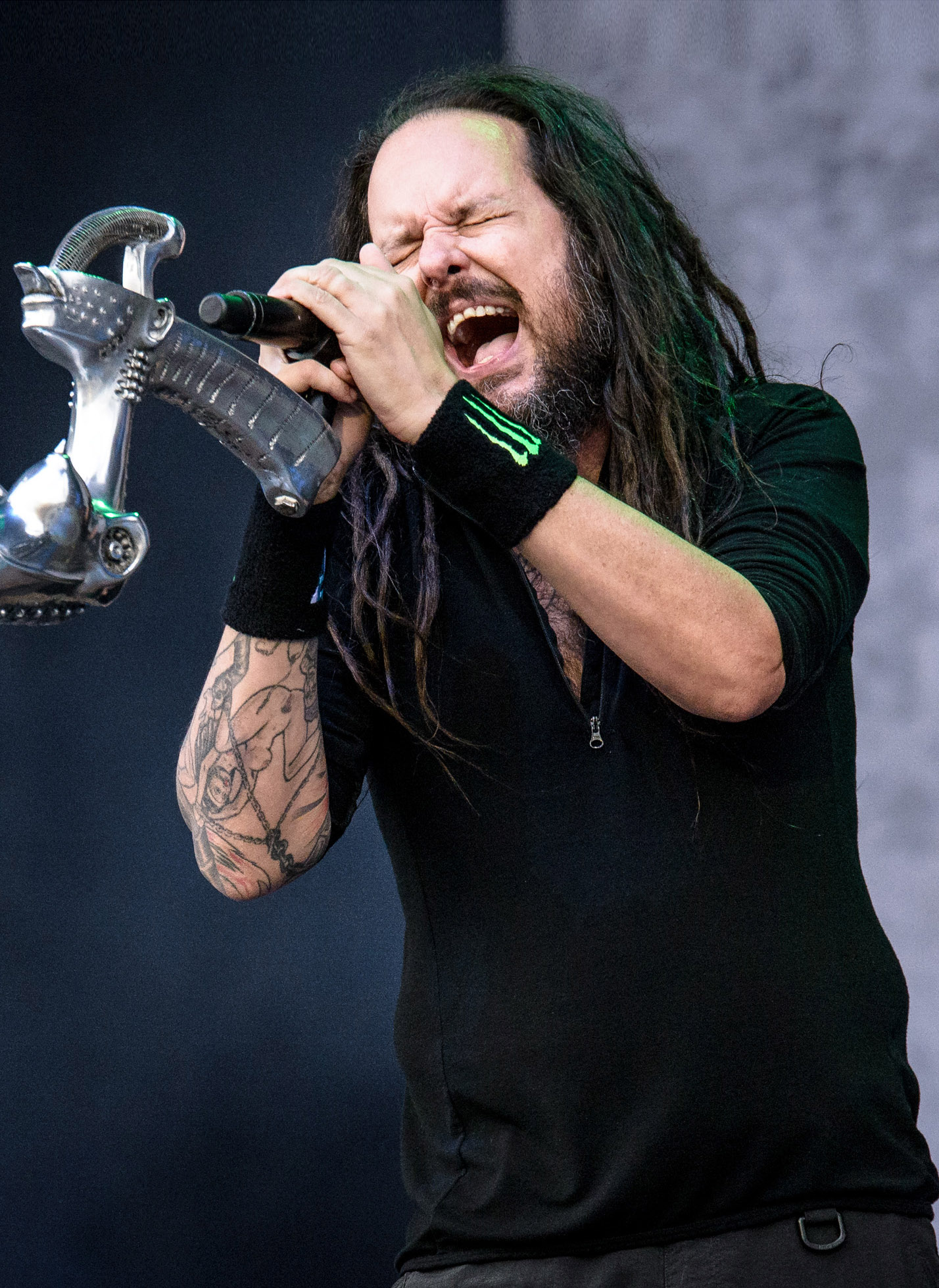
Джонатан Девіс
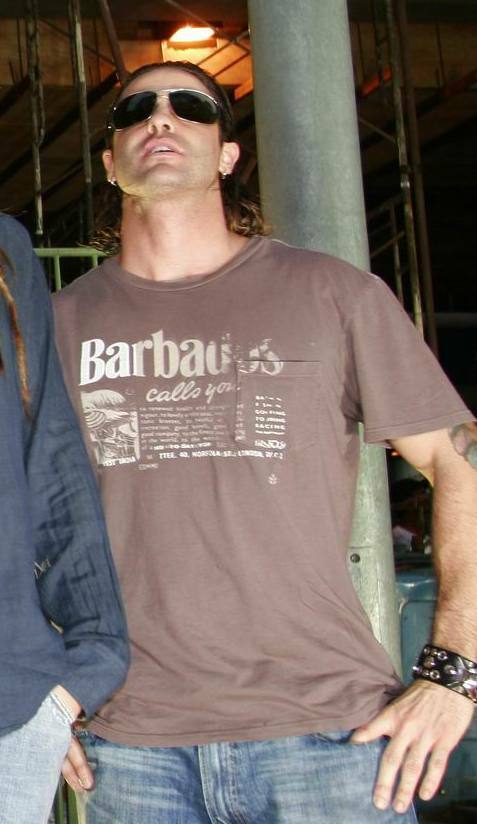
Девід Сільверія

### Подорож до племені шаванте
Про подорож Sepultura до представників племені шаванте (на фото) було знято документальний фільм.

 «Sepultura e Índios Xavantes» (15:17)
CineMauro Produções, 1996.
Робота в американській студії тривала близько місяця, після чого Sepultura вирушили до Бразилії, щоб записати пісню разом із племенем шаванте. Гурт домовилися з індіанцями, що ті взамін отримають гроші, необхідні для побудови нової школи, а також роялті від майбутніх продажів альбому. Координатором триденної подорожі стала Анжела Паппіані, яка вирушила до джунглів разом із четвіркою музикантів Sepultura, Россом Робінсоном, Глорією Кавалера та фотографом журналу Time. 
В перший день команда Sepultura рушила до центру резервації шаванте у селищі Піментел Барбоса. Вони прилетіли на маленькому старому літаку «Цессна», взявши з собою фотообладнання, генератор для живлення та багатоканальний магнітофон. Їх привітно зустрів вождь Сіпассе та повідомив про умови перебування в селищі: відвідувачі мали утримуватися від алкоголю та наркотиків, перетинати кордони племені лише разом із представником шаванте та бути готовими залишити селище без жодних пояснень, якщо цього захочуть індіанці.
Наступного дня музикантів Sepultura познайомили з рештою племені: вони трохи поспілкувалися, й індіанці показали, як грають у футбол і рибалять. Аборигени хотіли послухати музику Sepultura, тому ті під акомпанемент акустичних гітарах і барабанів зіграли пісню «Kaiowas» перед декількома сотнями слухачів. Шаванте настільки сподобалася композиція, що вони попросили зіграти її ще раз, після чого погодилися записати щось разом із гуртом. Sepultura обрали пісню, яку чули на компакт-диску Анжели Паппіані, але індіанці наголосили, що мають спершу дочекатися, поки хтось зі старійшин побачить сон, який і стане натхненням для пісні.
Для спільного виконання пісні, що отримала назву «Itsári» (в перекладі з мови шаванте — коріння), музикантів Sepultura розфарбували в чорно-червоні кольори, зробивши схожими на місцевих жителів. Було вирішено, що індіанці будуть співати, а гості — грати на акустичних гітарах і барабанах. Запис відбувався у складних умовах, бо ніхто не знав заздалегідь, скільки триватиме пісня: один із дублів міг тривати близько п'яти хвилин, а інший — сім. За відсутності джерел електроенергії, магнітофон доводилося підживлювати від генератора. Прослухати запис в селищі було неможливо, тому аж до повернення в студію ніхто не був впевнений, що на плівці щось залишилося. Врешті-решт вдалося записати близько п'ятнадцяти дублів. Наостанку учасники Sepultura отримали у подарунок ритуальні маски, а самі подарували членам племені музичні інструменти. «Я думав, можливо, вони колись створять власний гурт!» — посміхався Макс Кавалера, згадуючи подорож.

### Учасники запису
| Sepultura - Макс Кавалера — вокал, гітара - Андреас Кіссер — гітара - Ігор Кавалера — гітара - Пауло-молодший — бас-гітара Запрошені музиканти - Карліньйос Браун — перкусія, вокал («Ratamahatta», «Ambush», «Endangered Species», прихований трек) - Джонатан Девіс — текст, вокал («Lookaway») - Майк Паттон — вокал («Lookaway») - DJ Lethal — музика, виробництво («Lookaway») - Девід Сільверія — перкусія («Ratamahatta») - Росс Робінсон — перкусія («Ratamahatta») - племя шаванте («Itsari», «Born Stubborn») | Виробництво - Продюсер — Росс Робінсон - Співпродюсери — Sepultura - Зведення — Енді Воллес - Звукорежисер — Чак Джонсон - Додатковий інженер — Річард Каплан - Другий інженер — Роб Агнелло - Інженер зведення — Стів Сіско - Майстеринг — Джордж Маріно - A&R — Монте Коннер Записано в студії Indigo Ranch, Малібу, Каліфорнія. Зведено в студії Soundtrack Studios, Нью-Йорк. Майстеринг в студії Sterling Sound, Нью-Йорк. |

## Зміст альбому

### Назва та обкладинка

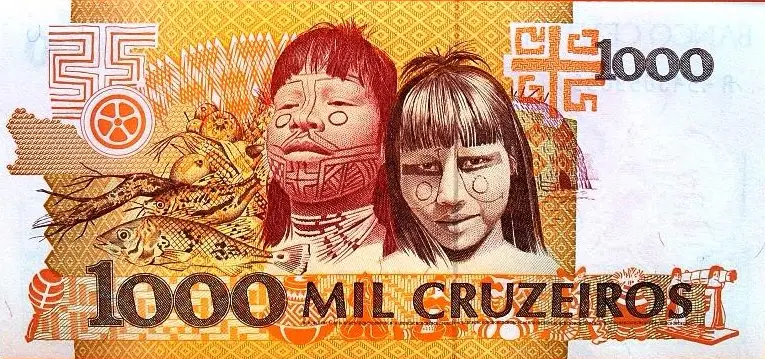
Реверс банкноти 1 000 бразильских крузейро 1990 року, з якого запозичено зображення індіанця для обкладинки Roots

Елементи бразильської культури та концепція «близькості до власного коріння» пронизують кожен аспект альбому Roots, починаючи від назви, музики та текстів пісень і закінчуючи обкладинкою, візуальним оформленням і відеокліпами. Так, на обкладинці платівки було зображено представника племені каража, взятого з реверсу банкноти бразильського крузейро 1990 року. Купюра існувала тоді, коли музиканти Sepultura були ще підлітками, проте 1995 року вона вже не була в обігу. Макс Кавалера згадав про неї, коли назву альбому «Roots» вже обрали, отже треба було підкреслити близькість до власних коренів. До зображення індіанця художник Майкл Велан додав медальйон із логотипом Sepultura та фон з червоного «вогняного» коріння.

### Музичний стиль
Перша з двох ключових ідей, втілених на Roots — занижений гітарний стрій із шостою струною настроєною в «ре» або навіть «сі» та прямолінійна структура пісень — запозичена з дебютного альбому гурту Korn, над яким продюсер Росс Робінсон працював рік тому. Нові пісні гурту були близькі до панк-року із його простотою та невибагливістю. Вони були позбавлені зайвих елементів: гітарних соло майже не було, але вистачало шуму від «галасливих» перевантажених гітар. Гітарні партії стали складатися з декількох акордів, без частих змін музичних розмірів; у пісень не було «хитромудрих» код, вони закінчувалися просто та різко. На перший план в міксі вийшли барабанні партії, для яких том-томи залучалися настільки ж часто, як і малий барабан, бас-бочка та хай-хет, та вокал Кавалери, нерідко викривлений за допомогою дисторшна.  
Справжнім втіленням нового звучання гурту стала чільна композиція альбому «Roots Bloody Roots». Макс Кавалера записав її демоверсію, обравши для цього знижений на декілька тонів гітарний стрій: він використав звичайний шестиструнний інструмент, чиї струни були настільки товстими, що найнижча з них була настроєна в «сі» (на два з половиною тони нижче, ніж звичайно), як на семиструнних гітарах. Соло-гітарист Андреас Кіссер спочатку не хотів кардинальної зміни строю, але, почувши демозапис, погодився на пропозицію Кавалери. A&R-менеджер Roadrunner Records Монте Коннер спочатку залишився незадоволеним зміною стилю Sepultura, назвавши його «комерційним самогубством», але згодом призвичаївся до нового звучання.
Другою визначальною характеристикою Roots стали етнічні мотиви. Альбом насичений ритмічними перкусійними малюнками, створеними за допомогою берімбау, тімбау, джембе та інших бразильських інструментів, на яких, окрім Карліньйоса Брауна, грала й решта учасників гурту. Квінтесенцією поєднання сучасної музики Sepultura та народного звучання стали дві пісні, записані за участі індіанців шаванте. 
Якщо альбоми Sepultura кінця 1980-х та початку 1990-х років відносили до жанрів дез-метал або треш-метал, притаманних тогочасним європейським ідолам музикантів гурту — Slayer, Kreator, Hellhammer, Celtic Frost, Venom, а попередню платівку Chaos A.D. називали грув-металом, то Roots не можна було віднести до жодного з цих жанрів. Перші три альбоми Sepultura містили віртуозні гітарні рифи, що виконувалися у швидкому темпі, але починаючи з Chaos A.D. їхня музика стала уповільнюватися та спрощуватися, а на Roots це досягло апогею. Альбом вплинув на розвиток нового піджанру хеві-металу, який отримав назву «новий метал», або ж «ню-метал». У кінці дев'яностих років він став домінувати на радіо та в хіт-парадах, поєднуючи в собі класичний хард-рок з елементами хіп-хопу й електронної музики. В журналі Revolver Roots назвали «невіддільною частиною канону ню-металу», що увібрала в себе різноманітні елементи — від етнічного бразильського звучання до важкого металу Korn — ставши «неочікувано та нескінченно впливовою». Макс Кавалера був іншою думки щодо жанрової приналежності альбому: «Я не думаю, що Roots — це „ню-метал“ платівка. Насправді я думаю, що це зовсім протилежне — це скоріше щось печерне».

### Тексти
Більшість текстів пісень з Roots описували бурхливу історію та культуру Бразилії. Вони містили відсилання як до реальних історичних подій, таких як військова диктатура та вбивство активіста Чіко Мендеса 1988 року, так і до сучасних проблем країни — екоциду, зникнення місцевих культур, наслідків колоніальної та постколоніальної історії, фавел і бідності населення. Водночас співпраця Sepultura із музикантами північноамериканських рок-гуртів не мала до Бразилії жодного стосунку.
Окрім національних мотивів, тексти пісень з Roots були наповнені агресією та ненавистю, бо незадовго до запису платівки Макс Кавалера двічі потрапляв до в'язниці. 1994 року в Бразилії його заарештували за те, що під час концерту на фестивалі в Сан-Паулу він нібито знущався з прапору країни. У США після концерту Rage Against the Machine він посварився з місцевими, захищаючи вагітну дружину, але поліція, не розібравшись у ситуації, заарештувала співака та погрожувала депортувати його до Бразилії. Кавалера провів 18 годин за ґратами, після чого пообіцяв собі виплеснути власне незадоволення в піснях.
Тексти Roots, як і попередніх альбомів Sepultura, було написано англійською. Макс Кавалера, що тоді ще вивчав іноземну для себе мову за допомогою словника, перекладаючи пісні своїх улюблених гуртів португальською, казав, що вони зробили це свідомо, щоб стати зрозумілішими за межами рідної Бразилії. Єдиним винятком стала написана разом із Карліньйосом Брауном «Ratamahatta», що містила оклики португальською.

### Список пісень
| #     | Назва                           | Автор слів                    | Автор музики                | Тривалість |
| ----- | ------------------------------- | ----------------------------- | --------------------------- | ---------- |
| 1.    | «Roots Bloody Roots» (Слухатиⓘ) | Макс Кавалера                 | Sepultura                   | 3:32       |
| 2.    | «Attitude»                      | Макс Кавалера, D-Low          | Sepultura                   | 4:15       |
| 3.    | «Cut-Throat»                    | Макс Кавалера                 | Sepultura                   | 2:44       |
| 4.    | «Ratamahatta» (Слухатиⓘ)        | Sepultura, Карліньйос Браун   | Sepultura, Карліньйос Браун | 4:30       |
| 5.    | «Breed Apart»                   | Андреас Кіссер, Макс Кавалера | Sepultura                   | 4:01       |
| 6.    | «Straighthate»                  | Макс Кавалера                 | Sepultura                   | 5:21       |
| 7.    | «Spit»                          | Макс Кавалера                 | Sepultura                   | 2:45       |
| 8.    | «Lookaway»                      | Джонатан Девіс                | Sepultura, DJ Lethal        | 5:26       |
| 9.    | «Dusted»                        | Андреас Кіссер                | Sepultura                   | 4:03       |
| 10.   | «Born Stubborn»                 | Макс Кавалера                 | Sepultura                   | 4:07       |
| 11.   | «Jasco»                         | -                             | Андреас Кіссер              | 1:57       |
| 12.   | «Itsári» (Слухатиⓘ)             | -                             | племя шаванте, Sepultura    | 4:48       |
| 13.   | «Ambush»                        | Макс Кавалера                 | Sepultura                   | 4:39       |
| 14.   | «Endangered Species»            | Макс Кавалера                 | Sepultura                   | 5:19       |
| 15.   | «Dictatorshit»                  | Макс Кавалера                 | Sepultura                   | 1:26       |
| 58:53 |                                 |                               |                             |            |

Альбом відкриває пісня «Roots Bloody Roots» (укр. Коріння, криваве коріння), що розпочинається з атмосферних звуків природи, записаних у селищі шаванте. Її текст перекликається з поглядами індіанського населення, що бореться за право на самоідентифікацію. За словами Кавалери, пісня закликає ніколи не здаватися та протистояти тим, хто хоче тебе змінити. Окрім звичних ударних інструментів, у композиції звучать том-томи, схожі за тембром до тих, що поширені в латиноамериканській музиці. Назва «Roots Bloody Roots» була натхнена композиціями рок-гуртів U2 («Sunday Bloody Sunday») та Black Sabbath («Sabbath Bloody Sabbath»). Наступна пісня «Attitude» (укр. Життєва позиція, або ставлення) починається зі звуків екзотичного бразильського інструменту берімбау, що складається з дерев'яної палки та однієї струни, на якому зіграв Макс Кавалера. Вступ переходить у поєднання важких гітарних рифів та етнічних барабанів, що створюють танцювальний «афро-латинський грув». У третьому треці «Cut-Throat» (укр. Жорстокий, або безпринципний) співається про великі лейбли звукозапису та їхнє ставлення до артистів: «Брешуть вам в очі. Хапають вашу душу та вкривають ганьбою. Змушують вірити, що ви краще за інших. Нікого не хвилює, житимете ви чи помрете».
«Ratamahatta» (укр. Ратамахатта) стала одним із прецедентів поєднання хеві-металу з етнічною перкусією. Напочатку та наприкінці композиції чутно розмови музикантів у студії, що створює відчуття спонтанності, наближене до концертного виступу. Після вступу Макс Кавалера та Карліньйос Браун виконують імпровізовані індіанські співи. Головний речитатив належить Брауну; він же придумав і назву пісні, значення якої достеменно невідомо. Текст пісні написаний двома мовами: він містить такі оклики португальською, як «biboca» (укр. пірнати), «garagem» (укр. гараж), «favela» (укр. нетрі), «fubonga» (укр. хуліган), «maloca» (укр. хатина) або «bocaga» (укр. гетто), а також рядки англійською — «Hello uptown» (укр. Привіт, аптаун) і «Hello downtown» (укр. Привіт, даунтаун). В пісні згадуються деякі бразильські народні герої: Зе ду Кайшау («Трунар Джо»), Зумбі та «капітан» Лампіау. З музичної точки зору, дез-метал поєднується з насиченим звучанням перкусії, характерним для бразильського карнавалу — джембе, сурдо та іншими інструментами, на яких, окрім Брауна та музикантів Sepultura, зіграли продюсер Росс Робінсон і барабанщик Korn Девід Сільверія.
В наступній композиції «Breed Apart» (укр. Особлива порода) Макс Кавалера знову зіграв на берімбау. У приспіві він співає: «Розширте свій кругозір і йдіть своїм шляхом». «Straighthate» (укр. Пряманенависть) — одна з найособистіших і найнаповненіших ненавистю пісень Кавалери, яку він написав після перебування у в'язниці у Фініксі. За словами музиканта, у композиції співається про відразу до «людей, які спочатку принижують тебе за те, ким ти є, а потім приймають і цілують у дупу». Назва пісні є вигаданим словом, яке Кавалера утворив із двох інших (англ. straight — «прямий» та hate — «ненависть»), наслідуючи Леммі Кілмістера з Motörhead, що вигадав слово «Orgasmatron». Бек-вокал належить Андреасу Кіссеру. У наступній пісні «Spit» (укр. Плюй) Макс Кавалера звертається до слухача зі словами «Живи своїм життям, дай мені спокій».

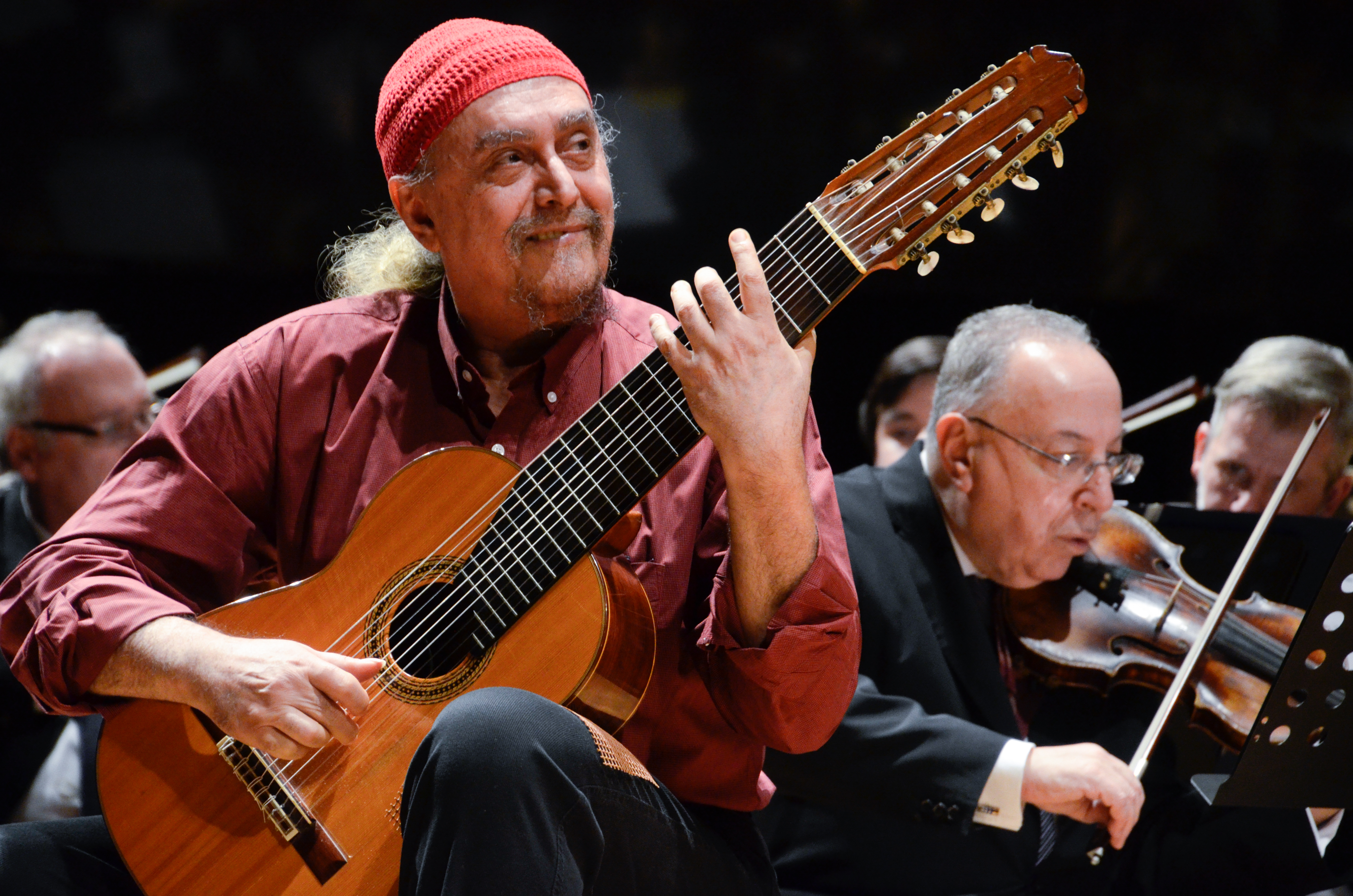
Бразильський гітарист Егберто Жисмонті, якому присвячена композиція «Jasco»

Експериментальна композиція «Lookaway» (укр. Відводиш погляд), записана за участі Майка Паттона та Джонатана Девіса, була написана просто в студії навколо звукової петлі із зацикленим барабанним бітом, створеної DJ Lethal. Пісня поєднує в собі елементи хіп-хопу та хеві-металу, але її звучання не схоже на жоден із жанрів. «Dusted» (укр. Потертий пилом)  — єдина пісня з альбому, чий текст повністю написав Андреас Кіссер: «Ти змушуєш мене мовчати, приховуючи правду, розкриваючи фарс, створений твоїм розумом. Чого ти очікуєш від викриття власної брехні? По твоїх очах помітно, що в тебе немає алібі». Бек-вокал теж належить Андреасу Кіссеру, а Ігор Кавалера, окрім барабанів, зіграв для неї на іржавому баку з-під пропану та джембе. На «Born Stubborn» (укр. Упертий від народження) вперше на альбомі можна почути співи шаванте: у коді використовується запис їхньої пісні «Wana Ridobe». Інструментальна композиція «Jasco» (укр. Жаско) стала даниною шани бразильському гітаристу та композитору Егберто Жисмонті, відомому грою на 10-струнній гітарі. Андреас Кіссер виконав її на акустичній гітарі у зниженому строї, вважаючи, що настроєна в «ре» шоста струна «створювала атмосферу тропічного лісу Амазонки».

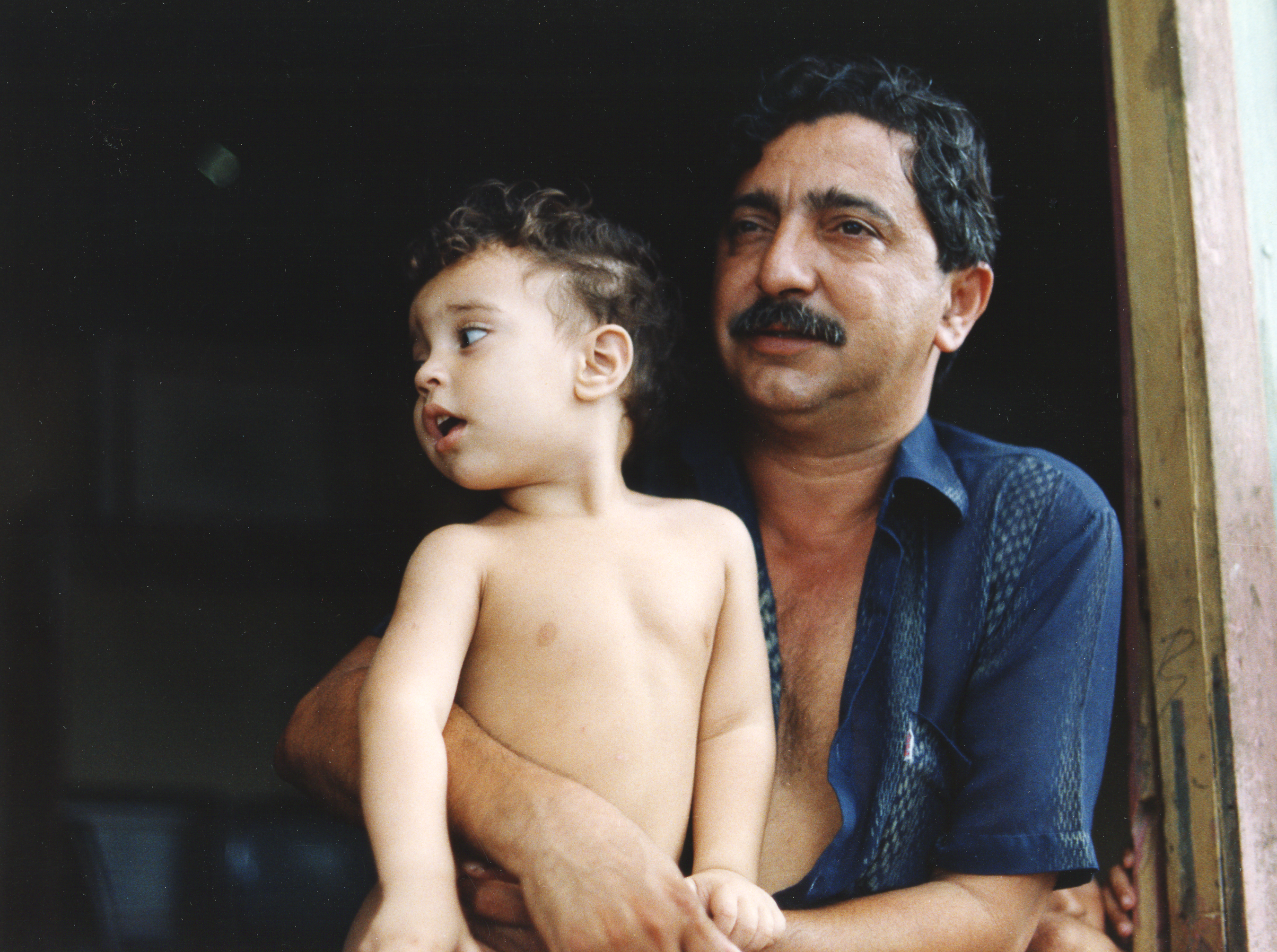
Екоактивіст Чіко Мендес (разом із сином), про якого йдеться в пісні «Ambush»

Центральна композиція альбому — «Itsári» (укр. Коріння), назва якої перекладається з мови шаванте як «коріння». Це імпровізацією Sepultura поверх пісні «Datsi Wawere», яку співають індіанські знахарі, щоб зцілити хворого члена племені. Композиція розпочинається зі співу шаванте під акомпанемент перкусії, до якої невдовзі долучається достатньо тиха акустична гітара. Поступово вокал, ударні (тімбау — Ігор Кавалера; велике тімбау — Пауло-молодший) та гітари (Макс Кавалера та Андреас Кіссер) стають гучнішими. Наступна «Ambush» (укр. Засідка) присвячена вбитому екоактивісту Чіко Мендесу — національному герою Бразилії, що в 1980-ті роки боровся за збереження амазонського дощового лісу. Карліньйос Браун зіграв у ній на бубні, реко-реко, бас-барабані, шекере, пляшці з-під води та берімбау, а Андреас Кіссер записав бек-вокал та зіграв на ситарі. Герой пісні «Endangered Species» (укр. Загрожений вид) запитує, чи дійсно люди перетворилися на вид під загрозою вимирання. Карліньос Браун зіграв у ній на берімбау, тімбау, дерев'яних барабанах та сурдо. Остання пісня «Dictatorshit» (гра слів, від англ. dictatorship — «диктатура» та shit — «лайно»), розповідає про бразильську військову диктатуру 1964—1985 років, згадки про яку залишилися в пам'яті музикантів. За словами Ігора Кавалери, кожен із них знав щонайменше одну людину, яка зникла за часів правління режиму.
Завершальний трек «Canyon Jam» (укр. Джем-сесія в каньйоні) у списку пісень явно не вказаний. Він став втіленням оригінальної концепції часу, якої музиканти Sepultura навчилися у шаванте, що жили в гармонії із собою та природою, нікуди не поспішаючи. Для її запису Росс Робінсон встановив мікрофони у каньйоні неподалік студії Indigo Ranch, де Карліньйос Браун і музиканти Sepultura потім неквапливо зіграли на різних ударних інструментах. Джем-сесія тривала близько п'яти годин, з яких до альбому потрапило лише 13 хвилин.

### Відеокліпи
1. Sepultura — Roots Bloody Roots на YouTube
2. Sepultura — Ratamahatta на YouTube
3. Sepultura — Attitude на YouTube

Перший музичний кліп на підтримку альбому (режисер Томас Міньйоне, продюсер Дарсі Олтман) було знято на пісню «Roots Bloody Roots». Щоб підкреслити бразильську тематику платівки, було вирішено наситити відео яскравими кадрами, знятого на батьківщині Sepultura. Для цього гурт вирушив у місто Салвадор, розташованого на сході країни, що зазнало сильного впливу африканської культури. Фільмування тривало два дні та проходило на вулицях міста та в підземних катакомбах, де колись катували та вбивали рабів. Кліп розпочинається з цитати нігерійського письменника Чинуа Ачебе: «Страждання повинно бути творчим, воно має породжувати щось добре та чарівне». Далі в ньому можна побачити символи бразильської культури та релігії — майстрів бойового мистецтва капоейра, християнські споруди та статуї — а також музикантів Sepultura та Карліньйоса Брауна з його гуртом Timbalada.
Другий музичний кліп на пісню «Ratamahatta» (режисер Фред Штур, продюсер Стівен Страхан) виконаний в жанрі пластилінової анімації. Макс Кавалера особисто зателефонував Штуру, відомому за мультиплікаційними кліпами «Three Little Pigs» Green Jello та «Prison Sex» і «Sober» Tool, та запропонував концепцію відео, за якою з бразильських джунглів мають з'являтися таємничі істоти. Події кліпу, пов'язані із ритуалами вуду та чорною магією, відбуваються у бразильських нетрях, де мешкають п'яниці та повії. Персонажі ж відео нагадують бразильських народних героїв, що згадуються в тексті пісні: Лампіау, ватажка банди злочинців, чиї відрубані голови десятиріччями демонструвалися в музеї; біглого раба Зумбі, який очолив негритянську державу на території Бразилії; культового режисера фільмів жахів Зе ду Кайшау. Єдине відсилання до Sepultura у кліпі — це їхній логотип на стелі будинку.
Останній музичний кліп було знято на пісню «Attitude» (режисер Block, продюсер Кім Крістіансен), яку Макс Кавалера написав вдома разом із пасинком Дейною Веллсом. Саме їм двом належить ідея долучити до знімання кліпу членів бразильського клану Грейсі, відомих знавців бойових мистецтв. У відео зображено бійцівський восьмикутник, на якому проходять змагання з боротьби, поки Sepultura виконують пісню за межами рингу. Окрім музикантів і членів династії Грейсі, у кліпі знялися актор Денні Трехо (боєць на рингу) та соліст House of Pain Денні Бой (рефері). Відео було присвячено Дейні Веллсу, який загинув в серпні 1996 року.
Всі три кліпи з альбому увійшли до домашнього відео Sepultura We Are What We Are, що вийшло 1997 року на VHS-касетах.

## Вихід альбому

### Позиції в чартах
Альбом Roots вийшов 20 лютого 1996 року в Європі та 12 березня в США. Він дебютував на 27-му місці в американському хіт-параді альбомів Billboard 200, досягнув четвертого місця в британському чарті та увійшов до десятки найкращих альбомів в Австралії, Австрії, Франції, Швеції, Німеччині та Нідерландах[⇨]. Roots став найпродаванішою пластинкою Sepultura, перевищивши очікування самих музикантів. Те, що Sepultura потрапили до трендів, конкуруючи за показниками продажів із Oasis, Мераєю Кері та всесвітньо відомими попвиконавцями, не зовсім подобалося Максу Кавалері: «Ми ж метал-гурти, ми маємо бути паршивими вівцями! Є люди, яким ми подобаємося, але всі інші повинні нас ненавидіти. Коли ми всім подобаємося, щось не так або з нами, або зі світом!».
| Хіт-парад (1996)                                     | Найвища позиція |
| ---------------------------------------------------- | --------------- |
| Австралія Australian Albums (ARIA)                   | 3               |
| Австрія Austrian Albums (Ö3 Austria)                 | 2               |
| Бельгія Belgian Albums (Ultratop Flanders)           | 5               |
| Бельгія Belgian Albums (Ultratop Wallonia)           | 3               |
| Канада Canada Top Albums/CDs (RPM)                   | 22              |
| Нідерланди Dutch Albums (MegaCharts)                 | 6               |
| Європа Europe (European Top 100 Albums)              | 2               |
| Фінляндія Finnish Albums (Suomen virallinen lista)   | 5               |
| Німеччина German Albums (Offizielle Top 100)         | 7               |
| Італія Italian Albums (Musica e Dischi)              | 18              |
| Нова Зеландія New Zealand Albums (Recorded Music NZ) | 8               |
| Норвегія Norwegian Albums (VG-lista)                 | 8               |
| Шотландія Scottish Albums (OCC)                      | 13              |
| Іспанія Spanish Albums (AFYVE)                       | 18              |
| Швеція Swedish Albums (Sverigetopplistan)            | 5               |
| Швейцарія Swiss Albums (Schweizer Hitparade)         | 16              |
| Велика Британія UK Albums (OCC)                      | 4               |
| Велика Британія UK Rock & Metal Albums (OCC)         | 1               |
| США Billboard 200                                    | 27              |

| Хіт-парад (1996)                   | Позиція |
| ---------------------------------- | ------- |
| Austrian Albums (Ö3 Austria)       | 35      |
| Dutch Albums (Album Top 100)       | 66      |
| Europe (European Top 100 Albums)   | 45      |
| German Albums (Offizielle Top 100) | 73      |

На підтримку альбому вийшло три сингли: «Roots Bloody Roots», «Ratamahatta» й «Attitude». Найбільшу популярність здобула чільна пісня, що посіла друге місце в фінському чарті, а також увійшла до хіт-парадів Німеччини, Франції, Нідерландів, Бельгії, Швеції, Норвегії та Австралії.

### Концертний тур
Комерційний успіх альбому був підкріплений активними гастролями Sepultura протягом 1996 року, зокрема низкою європейських фестивалів, виступами на розігріві в Оззі Осборна та статусом хедлайнера на фестивалі Ozzfest. Платівка була широко розрекламована в друкованих виданнях та на телебаченні. На бельгійському ТБ у своїй прихильності до Sepultura зізнавалися Б'єрк і Дейв Грол, а на MTV Europe неодноразово виходили випуски програми Headbanger's Ball, присвячені Roots.
Світовий тур Sepultura на підтримку Roots отримав назву «Tribalism Across the World» (укр. Трайбалізм в усьому світі). Він розпочався з 13 концертів у Європі, які гурт називав «Terrorist Dates» (укр. Терористичні дати) — виступів у невеличких закладах перед сотнями глядачів, подібно до того, як це раніше робила Metallica. Глядачі були в захваті від нової програми гурту, і в деяких містах музиканти залишалися після концертів на дві години, щоб роздати автографи. 13 квітня 1996 року розпочалася північноамериканська гілка турне, в якій Sepultura грали на розігріві в Оззі Осборна, що особисто запросив музикантів, почувши схвальні відгуки про новий альбом. Влітку Sepultura взяли участь у понад 20 фестивалях в Європі. 
Улітку 1996 року у Фініксі, США в автокатастрофі загинув прийомний син Макса Кавалери Дейна Веллс, і він разом з дружиною, менеджеркою Sepultura, був змушений залишити колектив напередодні великого фестивалю Monsters of Rock у Донінгтон Парку. Sepultura вирішила не скасовувати концерт, а виступила як тріо. Цей конфлікт між фронтменом гурту і його дружиною та рештою музикантів був не першим, і після останнього концерту турне в грудні 1996 року Макс Кавалера залишив Sepultura[⇨].

### Оригінальне видання та перевидання
Перше видання альбому Roots на лейблі Roadrunner Records виходило у форматі вінілового диску, компакт-диску, компакт-касети та диджипаку, трохи відрізняючись набором пісень:
- RR 8900-1 — грамофонна платівка містила 15 композицій[67];
- RR 8900-2 — компакт-диск містив 15 композицій та прихований трек «Canyon Jam»[68]; в деяких країнах замість прихованого треку були бонус-треки «Procreation (of the Wicked)» (кавер-версія Celtic Frost) та «Symptom of the Universe» (кавер-версія Black Sabbath)[69];
- RR 8900-4 — компакт-касета містила 15 композицій[70];
- RR 8900-5 — 8-панельний диджипак містив 15 композицій та три бонус-треки: «Chaos B.C.» (ремікс), «Symptom of the Universe» (кавер-версія Black Sabbath) та «Kaiowas» (наживо)[17].

2017 року вийшло розширене видання Roots, яке, окрім ремастерингових оригінальних композицій, містило 17 бонус-треків, зокрема демоверсії «Roots Bloody Roots» та «Dusted», інструментальні версії «Dictatorshit» та «Cut-Throat», перший дубль композиції «Kaiowas» та концертна версія «Attitude» з фестивалю Ozzfest. Подвійний альбом вийшов на компакт-дисках та, зі скороченим набором бонус-треків, на грамофонних платівках.
2022 року вийшов ексклюзивний колекційний набір, присвячений 25-річчю Roots. Видання на п'яти грамофонних платівках, зокрема, містило раніше неопублікований запис виступу Sepultura на Ozzfest 1996 року.

### Пов'язані збірки
Наприкінці 1996 року на лейблі Roadrunner Records вийшов подвійний альбом The Roots of Sepultura. У передмові до релізу було вказано, що Roots став найбільш експериментальним альбомом за 12-річну історію гурту, але їхнє справжнє музичне коріння пов'язано із дез- та треш-метал-гуртами 1980-х років, такими як Motörhead, Venom, Death і Celtic Frost. Перший диск The Roots of Sepultura містив пісні з Roots, а другий — збірку рідкісних записів середини 1980-х та початку 1990-х років, що відображали майже весь творчий шлях Sepultura, окрім передостаннього альбому Chaos A.D. До компіляції увійшло 20 пісень, серед яких були демоверсії та концертні записи власних пісень Sepultura, а також кавер-версії «Orgasmatron» Motörhead та «Symptom of the Universe» Black Sabbath.
За рік Roadrunner Records видали ще одну тематичну збірку Blood-Rooted, зміст якої майже не перетинався із другим диском The Roots of Sepultura. Вона містила демо, живі виступи та альтернативні мікси пісень, записаних протягом всієї кар'єри Sepultura, зокрема під час роботи над Chaos A.D. та Roots. Так, до збірки увійшла кавер-версія Celtic Frost «Procreation of the Wicked» та пісня «Mine», записана дуетом із Майком Паттоном.

## Критичні відгуки
У провідній бразильській газеті Folha de São Paulo новому альбому Sepultura приділили цілу сторінку. Селія Альмудена звернула увагу на те, що після концертів у Європі платівка увірвалася до вершин тамтешніх чартів — непересічна подія для колективів, які грали хеві-метал. Єдиною проблемою було вказано щільний концертний графік Sepultura в Європі, США та Канаді, через що гуртові було важко знайти час для виступу перед шанувальниками в Бразилії. Проте Ігор Кавалера тоді пообіцяв, що бразильські слухачі побачать не менш грандіозні концерти, аніж північноамериканські фанати.
В американських музичних виданнях альбом отримав змішані відгуки. В газеті Los Angeles Times платівку оцінили на 3½ зірки з 4, відзначивши блискуче поєднання важкої музики Sepultura із витонченим звучанням перкусії. В іншій щоденній газеті Houston Chronicle Roots отримав 4 зірки з 5 та був названий одним з найважливіших метал-альбомів останніх років. Оглядачі Rolling Stone та Spin оцінили альбом більш стримано — на 3 зірки з 5 та 6 балів з 10. Джон Відерхорн назвав його «новим кроком вперед у жанрі, повному гуртів, які творчо збанкрутували», а Вілл Гермес поскаржився, що музикантам не вдалося по-справжньому поєднати етнічну музику, спідкор та дез-метал. Нарешті, в журналі Entertainment Weekly альбом отримав оцінку «C-»: на думку Чака Едді, попри амбітну концепцію, «латиноамериканська гучність» Sepultura звучала бездарно у порівнянні з аргентинським рок-гуртом Los Fabulosos Cadillacs.

## Подальша доля музикантів

### Відхід Макса Кавалери

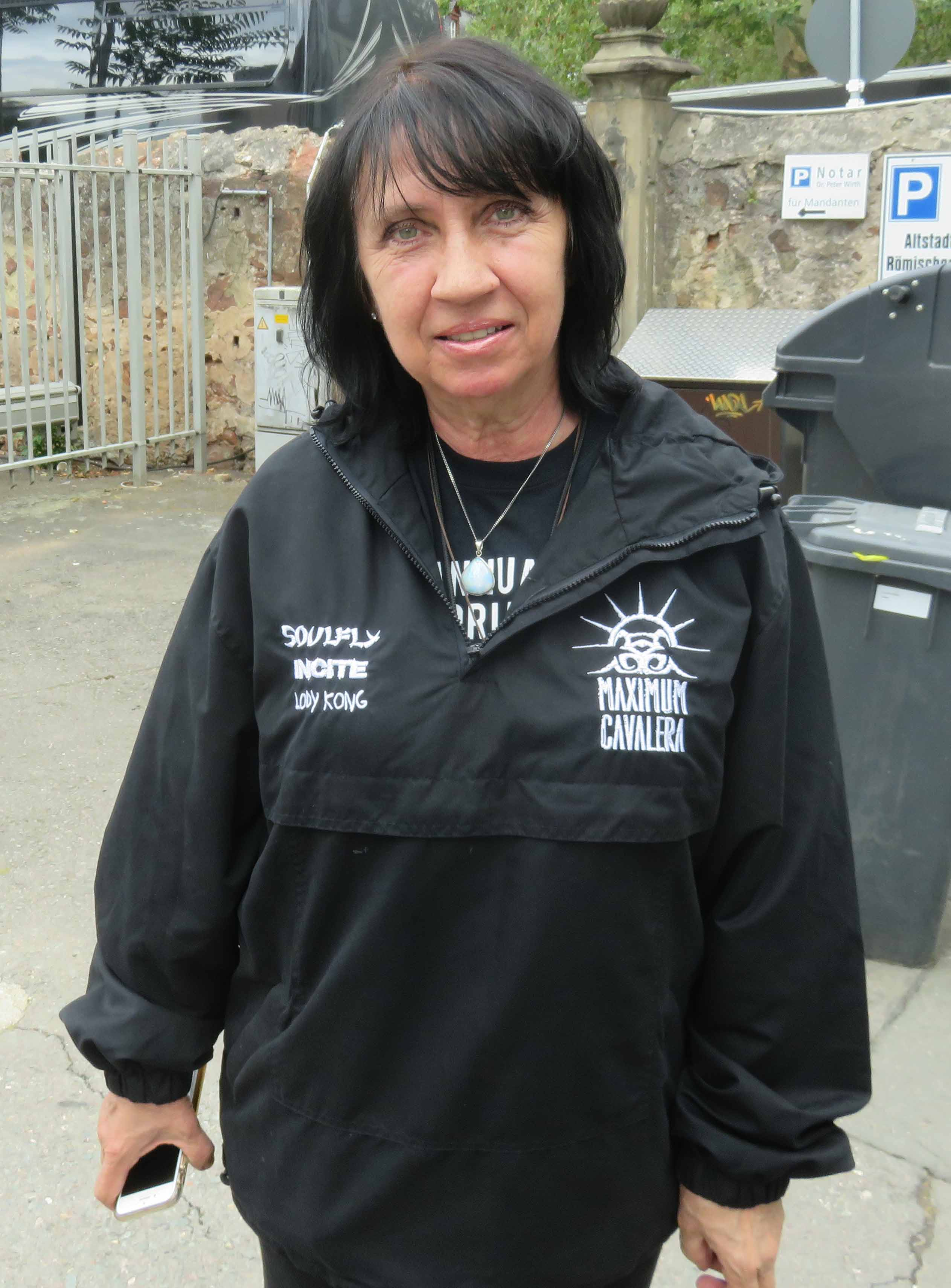
Причиною відходу Макса Кавалери з Sepultura стало звільнення його дружини Глорії (на фото)

Roots було записано на тлі суперечок, які виникали всередині гурту. Конфлікти розпочалися ще під час промокампанії до попереднього альбому Chaos A.D., коли Макс Кавалера потрапив на обкладинки журналів із сином Зіоном, якого в січні 1993 року народила дружина Глорія, менеджерка Sepultura. Вже тоді гітарист Андреас Кіссер висловлював незадоволення, вважаючи, що родинні стосунки Кавалери не мають стосунку до колективу. Під час запису Roots криза всередині гурту посилювалася, хоча, як пізніше згадував Кіссер, «врешті-решт ці розбіжності допомогли нашій творчості… вони допомогли нам зберегти той вогонь всередині».
Після останнього шоу концертного турне 16 грудня 1996 року в лондонській Brixton Academy решта музикантів Sepultura повідомила Глорії про її звільнення. Вони вважали, що вона разом із чоловіком принижували їхню роль у гурті. На думку Макса Кавалери, це було несправедливо щодо людини, яка працювала менеджеркою Sepultura протягом двох років, «не заробивши жодного долара, просто заради пристрасті до музики», тому він вирішив залишити гурт у відповідь. 

### Sepultura, Soulfly, Cavalera Conspiracy
Вже за декілька місяців Макс Кавалера заснував власний проєкт Soulfly, а Sepultura знайшли нового вокаліста — афроамериканця Дерріка Гріна. Подальша робота Макса Кавалери в Soulfly була переважно побудована на експлуатації стилю, що викристалізувався на Roots: їхній перший альбом містив тексти португальською мовою, звуки бразильських музичних інструментів і багато запрошених музикантів з гуртів Fear Factory, Limp Bizkit і Dub War. Sepultura з Ігорем Кавалерою у складі, навпаки, багато експериментувала, створюючи менш схожі один на одного альбоми. Надалі обидва колективи продовжували рухатися у схожому напрямку, поєднуючи хеві-метал, панк-рок, реп і фанк, залишаючись на лейблі Roadrunner Records.

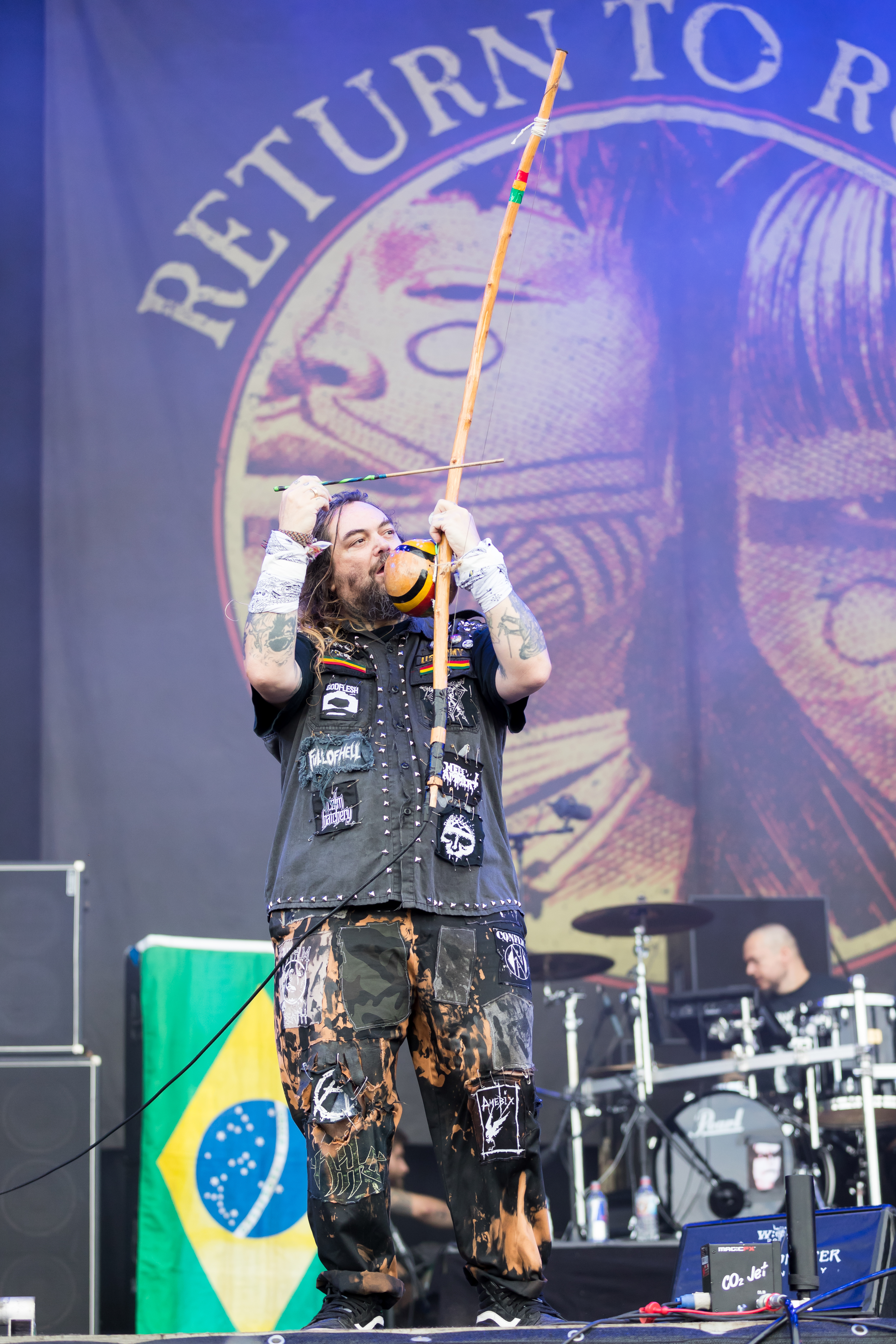
Макс Кавалера грає на берімбау під час турне Cavalera Conspiracy Return to Roots. 2017 рік

Ворожнеча Макса та Ігора Кавалера тривала десять років, аж доки 2006 року Ігор не пішов з Sepultura, за рік об'єднавшись із Максом у проєкті Cavalera Conspiracy. Брати записали декілька нових альбомів, а 2016 року провели тур Return to Roots, під час якого зіграли матеріал альбому Roots від початку до кінця. Для виступів використовувалися декорації оригінального туру 1996 року, а окремі пісні з альбому, як-от «Ambush» і «Dictatorshit», вперше були зіграні наживо.

## Історичне значення

### Місце в дискографії Sepultura
Roots став останнім альбомом, записаним у «золотому складі» Sepultura: брати Кавалера, Пауло-молодший і Андреас Кіссер. Попри те, що кожен з музикантів після цього продовжував активну кар'єру, жоден із цих проєктів — ані наступні альбоми Sepultura, ані нові записи Soulfly чи Cavalera Conspiracy — не зміг повторити успіху Sepultura першої половини 1990-х років, через що Roots вважається піком творчості бразильської четвірки.
Roots став одним із найбільш суперечливих альбомів Sepultura. За словами Кавалери, Chaos A.D. та Roots стали першими записами, на яких Sepultura насмілилися грати те, що подобалося їм самим, а не орієнтуватися на смаки публіки. З одного боку, поєднання хеві-металу й етнічної музики, яке майже не зустрічалося раніше, привернуло увагу багатьох нових шанувальників. З іншого, експериментальний характер платівки та відхід від традиційнішого звучання в стилі треш-метал або дез-метал, притаманного попереднім альбомам Sepultura, не сподобався фанатам «старої школи». Менше з тим, з часом альбом став вважатися новою «класикою».
На думку музичних оглядачів та фанатів, Roots є одним з найкращих альбомів Sepultura, проте поступається їхнім раннім записам. В журналі Metal Hammer альбом поставили на друге місце в каталозі Sepultura: Адам Бреннан назвав Roots «втіленням справжнього новаторського духу металу 90-х», оцінивши вище лише Chaos A.D., який «майже не має рівних в елітному пантеоні металу». На сайті Loudwire Roots завдяки своїм «новаторським музичним та культурним досягненням» посів третє місце в рейтингу всіх альбомів Sepultura, поступившись Arise та Beneath the Remains, останній з яких було визнано «мабуть, найкращим дез-метал-альбомом всіх часів». 2023 року в опитуванні на сайті журналу Revolver Roots посів лише четверте місце в подібному рейтингу, поступившись Chaos A.D., Beneath the Remains та Arise. «Лебедина пісня Макса Кавалери у складі гурту змогла повністю перевернути звучання Sepultura з ніг на голову, і в процесі цього досягти того, чого не зміг би зробити жодний інший метал-гурт у світі» — зауважив Елі Еніс.

### Сертифікації
У США було продано понад 500 тисяч примірників альбому, за що 2005 року Американська асоціація компаній звукозапису (RIAA) надала йому «золотий статус». Roots став лише другим після Chaos A.D. й останнім релізом Sepultura, що отримав золоту сертифікацію. По всьому світові загалом було продано понад 2 млн примірників альбому.
| Регіон                                                                                          | Сертифікація | Продажі  |
| ----------------------------------------------------------------------------------------------- | ------------ | -------- |
| Австралія (ARIA)                                                                                | Золотий      | 35 000^  |
| Австрія (IFPI Austria)                                                                          | Золотий      | 25 000*  |
| Канада (Music Canada)                                                                           | Золотий      | 50 000^  |
| Франція (SNEP)                                                                                  | Золотий      | 100 000* |
| Нідерланди (NVPI)                                                                               | Золотий      | 50 000^  |
| Польща (ZPAV)                                                                                   | Золотий      | 50 000*  |
| Велика Британія (BPI)                                                                           | Золотий      | 100 000^ |
| США (RIAA)                                                                                      | Золотий      | 500 000^ |
| *продажі, що базуються лише на сертифікаціях ^відвантаження, що базуються лише на сертифікаціях |              |          |

### Визнання

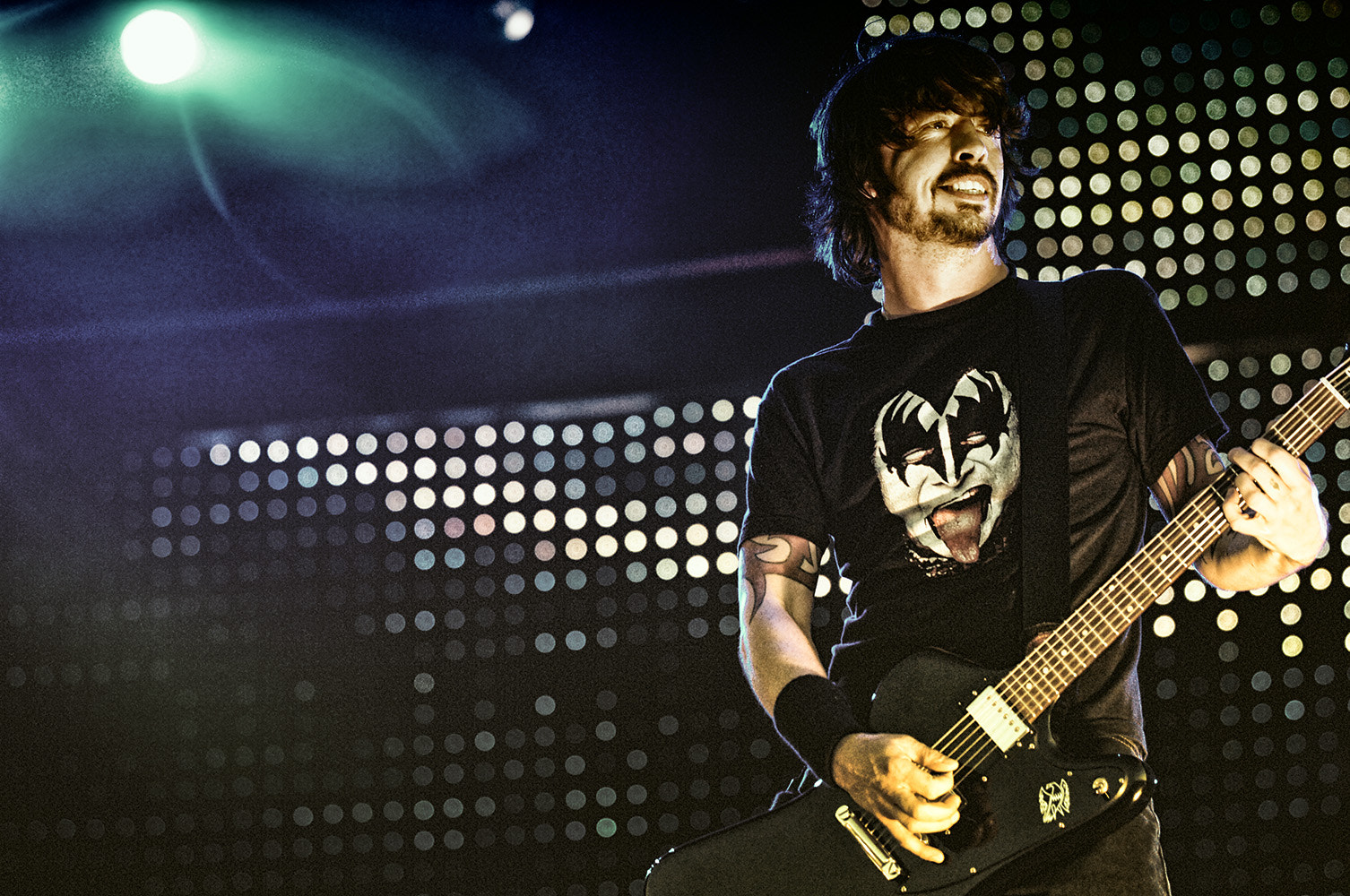
Дейв Грол, лідер гурту Foo Fighters, вважав Roots найпотужнішим з погляду звучання альбомом: «Після нього усе інше звучало як пукання бліх»

Roots став одним з небагатьох альбомів хеві-металу, який у 1990-ті роки привернув увагу широкого кола слухачів, а також видань, що не спеціалізувалися на важкій музиці. Його внесок у світову культуру полягав у поєднанні хеві-металу та національних афро-бразильських мотивів, що до цього зустрічалося вкрай рідко. Національні музичні елементи поєднувалися з хеві-металом і до цього (наприклад, британським фолк-метал гуртом Skyclad, китайським колективом Tang Dynasty або ізраїльтянами Orphaned Land), але, на відміну від інших, Sepultura змогла долучити до запису справжніх індіанців. Roots зробив рок-гурт одним із бразильських виконавців, які стали по-справжньому відомими за межами своєї країни, поставивши їх в один ряд з Жуаном і Аструд Жілберту, Антоніу Карлусом Жобіном, Каетану Велозу, гуртом Os Mutantes і Жилберту Гілом.
Roots неодноразово потрапляв до списків найкращих альбомів десятиріччя в жанрі хеві-метал. В журналі Metal Hammer він увійшов до рейтингу «100 найкращих метал-альбомів 1990-х років». На думку редакції, після поєднання панк-року та треш-металу, Sepultura змогла винайти новий жанр, реалізувавши захоплюючу концепцію, а альбом став «славетною епітафією легендарної ери Макса Кавалери». На сайті Loudwire Roots визнали одним з 11 найкращих хеві-метал-альбомів 1990-х років і «одним із найрізноманітніших альбомів гурту за всю історію, викуваним у металевих традиціях, але з рішучим модерністським ухилом». Редактори сайту Metal Sucks занесли його до списку «14 метал-альбомів, які втілюють звук 1990-х»: «Жоден гурт не досягнув такого трешового, племінного ритму, хоча багато хто намагався».